# Região Geográfica Imediata de Flores de Goiás

Localização no Estado de Goiás.

A Região Geográfica Imediata de Flores de Goiás é uma das 22 regiões imediatas do estado brasileiro de Goiás, uma das 4 regiões imediatas que compõem a Região Geográfica Intermediária de Luziânia-Águas Lindas de Goiás e uma das 509 regiões imediatas no Brasil, criadas pelo IBGE em 2017. É composta de 7 municípios.